# Caridina troglophila
Caridina troglophila е вид десетоного от семейство Atyidae.

## Разпространение
Видът е разпространен в Мадагаскар.